# 디어르마트 막 말 너 므보
디어르마트 막 말 너 모(고대 아일랜드어: Diarmait mac Máel na mBó: ?-1072년 2월 7일)는 라긴 국왕이었으며 또한 에린의 지고왕이었다. 그는 노르만인의 아일랜드 침공 이전 시대의 군주들 중 가장 중요한 군주로 꼽힌다. 그의 영향력은 아일랜드섬을 넘어 헤브리데스, 맨섬, 웨일스, 심지어 잉글랜드에까지 닿았다.
디어르마트는 라긴 남동부 파르너를 중심으로 하는 씨족인 이 켄셀락에 속했다. 그 부친의 이름은 돈카드(Donnchad)였지만, "우마의 대머리"라는 뜻의 "말 너 모"라는 별명으로 더 잘 알려졌고 이것이 디어르마트의 부칭이 되었다. 디어르마트의 선조 중 라긴 전역을 통치한 이로는 5세기 사람 크림헌 막 엔너가 있었다. 조금 더 최근으로는 그의 증조부 돔날 막 켈락(974년 몰)도 이 켄셀락 씨족의 왕들 중 하나로 세어주기도 한다. 디어르마트의 모친은 오스라거 국왕 길러 파트라크 막 돈카다의 딸 이퍼(Aife)였다. 형제자매는 최소 한 명 이상 있었는데, 돔날이라는 동생의 아들, 즉 디어르마트의 조카 돈카드 막 돔날 레마르가 나중에 라긴 국왕이 된다.
이 켄셀락 씨족은 보다 옛날에는 강성했으나, 738년 아흐 세너그 전투에서 패배한 뒤 쇠퇴하였다. 그들의 경쟁 씨족인 이 둔렁거 씨족은 라긴 북부 킬데어 주변을 근거지로 했는데, 미데의 강력한 씨족 콜만씨의 지지를 받고 브리안 보루마 이전까지 라긴의 왕위를 차지했다. 그 뒤 콜만씨가 쇠락함에 따라, 1014년 클루언타르브 전투에서 말 모르더 막 무르카더가 이끄는 이 둔렁거 씨족이 패퇴하면서 이 켄셀락 씨족에 다시 기회가 찾아오게 되었다.
한편 10세기 초 아일랜드섬에 다시 도래한 바이킹들은 해안가에 새로운 성읍들을 세웠는데, 이 성읍들은 상공업 중심지가 되어 그곳을 장악하는 이들에게 상당한 정치력을 부여할 수 있는 존재가 되었다. 라긴의 왕들은 다섯 개의 주요 바이킹 성읍 중 세 개를 장악하여 그 부를 이용할 수 있는 입장에 있었다. 우선 이 켄셀락 씨족이 장악한 라긴 남부에는 웩스퍼드가 있었고, 그보다 서쪽에는 10세기부터 라긴에 종속된 소왕국 오스라거의 해안에 워터퍼드가 있었다. 마지막으로 아일랜드에서 가장 중요한 바이킹 성읍인 더블린이 라긴 동북쪽 가장자리, 미데와의 경계에 붙어 있었다. 한편, 아일랜드 남서쪽의 무운은 나머지 두 개 성읍에 접근할 수 있었는데, 남해안의 코크와 서해안의 리머릭이었다. 나머지 게일인 왕국들은 쉬이 접근할 수 있는 바이킹 성읍이 없었다.
이런 시대적 배경에서, 디어르마트 막 말 너 모는 울라의 왕 니얼 막 오하다와 동맹함으로써 지고왕이 다스리는 미데, 브레가, 더블린을 남북에서 압박하는 형세를 만들었다. 1042년, 충분히 강성해진 디어르마트는 라긴 국왕위를 칭했고, 자기 아들 무르카드를 더블린 국왕으로 봉했다. 아일랜드에서 가장 부유한 도시를 손에 넣은 디어르마트는 지고왕위까지 주장하게 되었다. 1072년 2월 7일 디어르마트는 오늘날의 미스주 내번 근교에서 미데의 왕 콘코바르 우어 말세할린와 교전했다가 벌어진 전투에서 전사했다.
한편 1066년 헤이스팅스 전투 이후 해럴드 고드윈슨의 아들들이 잉글랜드를 탈출해 라긴에 망명해 있었는데, 디어르마트는 1068년과 1069년 그들에게 더블린의 함대를 빌려주어 잉글랜드 침공을 도모하기도 했다. 1068년 디어르마트는 다른 게일인 왕에게 해럴드 왕의 군기를 선물로 주었다.
유명한 후손으로 디어르마트 막 무르카더가 있다.